# Bahnstrecke Immelborn–Steinbach
| |                             |                                       |                                       |
| Streckennummer: | 6701                        |                                       |                                       |
| Kursbuchstrecke: | 190a (bis 1968), 631 (1968) |                                       |                                       |
| Streckenlänge: | 8,6 km                      |                                       |                                       |
| Spurweite: | 1435 mm (Normalspur)        |                                       |                                       |
| Maximale Neigung: | 26 ‰                        |                                       |                                       |
| Minimaler Radius: | 220 m                       |                                       |                                       |
| Streckengeschwindigkeit: | 50 km/h                     |                                       |                                       |
| |                             |                                       |                                       |
| \| \| \| von Eisenach \| \| \| \| 0,2 \| Immelborn Keilbahnhof \| 247,41 m \| \| \| \| nach Lichtenfels \| \| \| \| \| DB InfraGO / Cemex Kies & Splitt GmbH \| \| \| \| 0,5 \| Kieswerk und ehem. Hartmetallwerk \| 244,23 m \| \| \| 0,9 \| Streckenende seit 2008 \| Streckenende seit 2008 \| \| \| 1,0 \| Flutbrücke Werra (10 m) \| Flutbrücke Werra (10 m) \| \| \| 1,1 \| Werrabrücke Immelborn (39 m) \| 245,15 m \| \| \| 1,1 \| Gleisende \| Gleisende \| \| \| 1,2 \| Flutbrücke Werra (8 m) \| Flutbrücke Werra (8 m) \| \| \| 1,7 \| Barchfeld (Werra) \| 246,58 m \| \| \| 5,1 \| Marienthal (Thür) \| 317,34 m \| \| \| 5,8 \| Wehrmacht (1944/45) \| 327,54 m \| \| \| 6,6 \| Bad Liebenstein \| 342,25 m \| \| \| 8,4 \| Steinbach (Kr Meiningen) \| 368,20 m \| \| \| 8,6 \| Bergwerksverwaltung \| Bergwerksverwaltung \| \| \| \| Steinbacher Bergwerksbahn (600 mm) \| \| |                             |                                       |                                       |
| Strecke |                             | von Eisenach                          | von Eisenach                          |
| Bahnhof | 0,2                         | Immelborn Keilbahnhof                 | 247,41 m                              |
| Abzweig geradeaus und nach rechts |                             | nach Lichtenfels                      | nach Lichtenfels                      |
| Wechsel des Eisenbahninfrastrukturunternehmens |                             | DB InfraGO / Cemex Kies & Splitt GmbH | DB InfraGO / Cemex Kies & Splitt GmbH |
| Abzweig geradeaus und nach rechts | 0,5                         | Kieswerk und ehem. Hartmetallwerk     | 244,23 m                              |
| | 0,9                         | Streckenende seit 2008                | Streckenende seit 2008                |
| Brücke über Wasserlauf (Strecke außer Betrieb) | 1,0                         | Flutbrücke Werra (10 m)               | Flutbrücke Werra (10 m)               |
| Brücke über Wasserlauf (Strecke außer Betrieb) | 1,1                         | Werrabrücke Immelborn (39 m)          | 245,15 m                              |
| Kilometer-Wechsel (Strecke außer Betrieb) | 1,1                         | Gleisende                             | Gleisende                             |
| Brücke über Wasserlauf (Strecke außer Betrieb) | 1,2                         | Flutbrücke Werra (8 m)                | Flutbrücke Werra (8 m)                |
| Haltepunkt / Haltestelle (Strecke außer Betrieb) | 1,7                         | Barchfeld (Werra)                     | 246,58 m                              |
| Haltepunkt / Haltestelle (Strecke außer Betrieb) | 5,1                         | Marienthal (Thür)                     | 317,34 m                              |
| Abzweig geradeaus und von links (Strecke außer Betrieb) | 5,8                         | Wehrmacht (1944/45)                   | 327,54 m                              |
| Bahnhof (Strecke außer Betrieb) | 6,6                         | Bad Liebenstein                       | 342,25 m                              |
| Bahnhof (Strecke außer Betrieb) | 8,4                         | Steinbach (Kr Meiningen)              | 368,20 m                              |
| Abzweig geradeaus und von rechts (Strecke außer Betrieb) | 8,6                         | Bergwerksverwaltung                   | Bergwerksverwaltung                   |
| |                             | Steinbacher Bergwerksbahn (600 mm)    |                                       |

Die Bahnstrecke Immelborn–Steinbach war eine Nebenbahn in Thüringen. Sie zweigte in Immelborn von der Bahnstrecke Eisenach–Lichtenfels ab und führte nach Steinbach am Kamm des Thüringer Waldes.

## Geschichte
Schon Joseph Meyer, Verfasser von Meyers Konversations-Lexikon, schrieb in seinem „Plan zum Thüringer Centraleisenbahnnetz“ (Hildburghausen, 1848) von einer „Thüringer Werrabahn mit einer Zweigstrecke nach Liebenstein“.
1885 begann die Werra-Eisenbahn-Gesellschaft mit den Vorarbeiten für eine Eisenbahnstrecke. Am 28. Juni 1887 genehmigte die Generalversammlung der Werra-Eisenbahn-Gesellschaft den Bau und Betrieb einer normalspurigen Eisenbahn von Immelborn nach Liebenstein und zum 1. August 1889 konnte die Bahnstrecke mit eigenem Lokbahnhof feierlich eröffnet werden.
Die Kommanditgesellschaft Lübbecke & Kehl, Eisenach plante 1911 die Erweiterung der Bahnstrecke nach Brotterode und Waltershausen unter Einbeziehung der Trusebahn, was aber scheiterte. Per Erlass des Reichsverkehrsministeriums vom 29. April 1922 durfte die Verlängerung bis Steinbach nun auch gebaut werden, aber erst am 29. Mai 1927 konnte das Teilstück in Betrieb gehen. Im Zweiten Weltkrieg kamen sehr häufig schwere Lazarettzüge direkt von der Ostfront nach Bad Liebenstein. Bei nahendem Kriegsende versuchte der Volkssturm, die amerikanischen Truppen durch Sprengung der Werrabrücke bei Immelborn aufzuhalten. In den 1950er Jahren blühte die Bahn noch auf, es verkehrte aufgrund des sich stark entwickelnden Kur- und Fremdenverkehrswesens ein direkter Eilzug meist mit vier Wagen von Steinbach, später nur noch von Bad Liebenstein nach Leipzig Hbf. Auch fuhr in dieser Zeit des Öfteren der rege genutzte „Theaterzug“, ein Sonderzug von Bad Liebenstein nach Meiningen zu Vorstellungen im Meininger Theater.

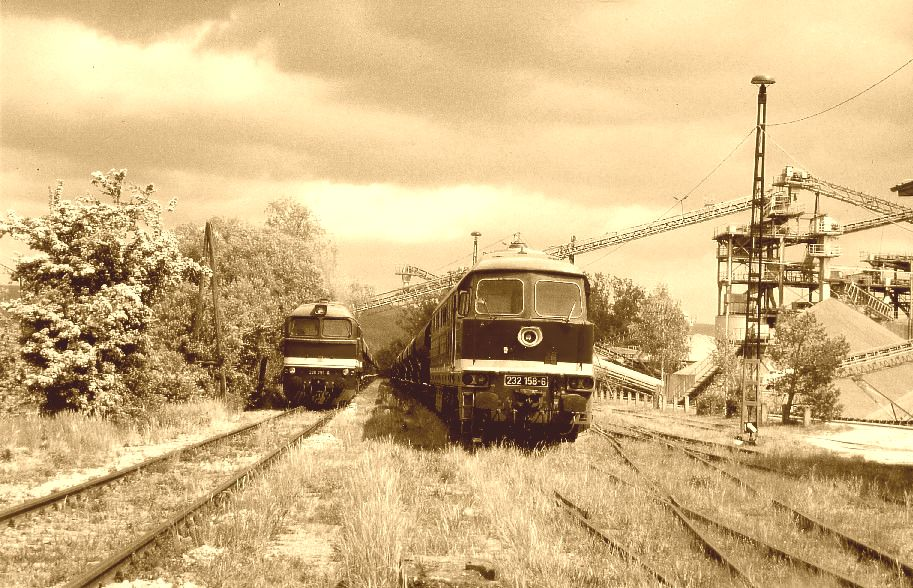
Güterzüge im Bahnhof Immelborn (2007)

Der Niedergang der Strecke begann in den 1960er Jahren mit dem zunehmenden Kraftverkehr. So verlängerten sich die Fahrzeiten kontinuierlich. Im Sommerfahrplan 1968 wurde die Ein-Stunden-Grenze überschritten, während 1936 für die Gesamtstrecke nur 22 Minuten benötigt wurden. Der Eilzug verkehrte nunmehr nach Zwickau, wobei in Bad Salzungen und Gera die Zuggattung (von Personenzug auf Eilzug und zurück) und Zugnummer wechselten (diese Betriebsform wurde im DR-Kursbuch als Kurswagenverbindung bezeichnet, obwohl sie mit dem klassischen Kurswagen nichts gemein hat). Ab dem 26. Mai 1968 wurde im Schienenersatzverkehr gefahren und ab dem 4. August 1968 übernahm der VEB Kraftverkehr Bad Salzungen die Leistungen. Noch bis 1970 gab es Güterverkehr. In der Akte Verkehrsträgerwechsel steht: „Die Stilllegung und der Abbau des Streckenabschnittes Immelborn–Steinbach, km 1,10 – 8,44, sowie Schließung der Gütertarifbahnhöfe erfolgte am 13. Januar 1973.“

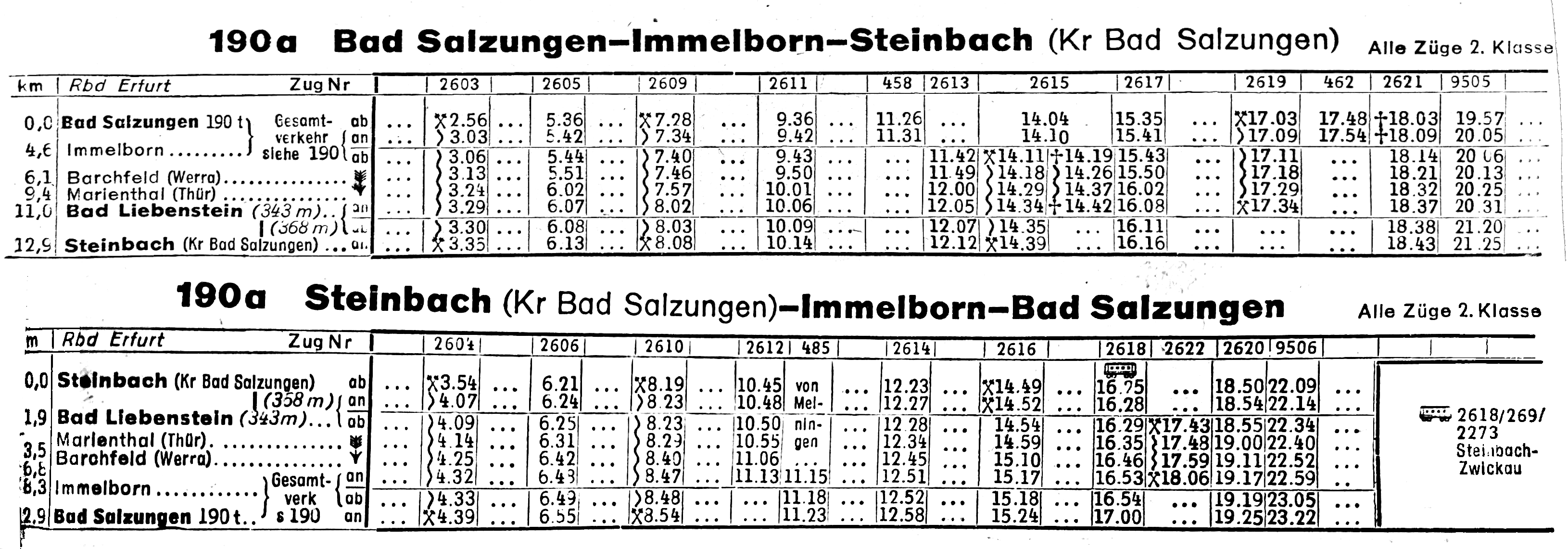
Sommerfahrplan 1965

Der Bahnhof Bad Liebenstein wurde nach Stilllegung und Abbau der Strecke zu einem Kuriosum, da er noch bis in die 1990er Jahre auch ohne Gleisanschluss mit Fahrkartenverkauf, Güterabfertigung und Mitropa-Gaststätte in Betrieb blieb. Das Bahnhofsgebäude wurde 2002 abgerissen, obwohl der Fachwerkbau bis dato unter Denkmalschutz gestanden hatte und private Interessenten hier ein Museum eingerichtet hätten. Die Stadt errichtete auf dem Gelände einen Busbahnhof. Im Jahr 2006 wurde der zweiständige Lokschuppen in Bad Liebenstein zum Feuerwehrhaus umgebaut und erweitert.
Die letzten Meter Gleis bis kurz vor die Werrabrücke nutzt nun die Kieswerk Immelborn GmbH als Anschlussbahn; das frühere Streckengleis endet unmittelbar hinter der Werrabrücke. Von 1997 bis 2005 war am Bahnübergang Immelborn ein Gleis zerstört, so dass das Gleis erst 2006 wieder in Betrieb genommen wurde. Alle Gleise enden stumpf, so dass ein Umfahren weder beim Streckengleis noch im Anschluss des Kieswerkes möglich ist. Eine noch existierende Umfahrmöglichkeit in Höhe des Empfangsgebäudes des Bahnhofes Immelborn reicht lediglich für wenige Wagen und wird nicht mehr genutzt.
Seit 2013 wird der Anschluss Kieswerk nicht nur von DB Cargo, sondern auch von der Havelländischen Eisenbahn bedient. Hierbei kommen die Loktypen Voith Maxima und Blue Tiger zum Einsatz.

## Lokomotiveinsatz
Als die Strecke noch zu der Werrabahn-Gesellschaft gehörten, kamen die Lokomotiven № 45 und 46 zum Einsatz. Schon bald wurden sie durch die preußische T 3 abgelöst. In den Jahren um den Ersten Weltkrieg ist hier die pr. T 9.2 belegt. ERFURT 7230 war in dem Lokbahnhof Liebenstein-Schweina beheimatet. Als 1927 die Bahnstrecke bis nach Steinbach eröffnet wurde, zog den Eröffnungszug die Lok 91 321 – eine pr. T 9.3. In den Jahren um 1936 gab es umfangreiche Studien zur Erhöhung der Streckengeschwindigkeit, nun kamen Loks der Baureihe pr. T 12 zum Einsatz.
In den Kriegsjahren wurde es bunter: Belegt sind Lokomotiven der Baureihen pr. G 10, pr. P 8 sowie der Kriegsbaureihe 52 und französische und belgische Beutelokomotiven.
Nach dem Krieg wurde eingesetzt, was fahren konnte: Auch die Lokomotiven der Kaliwerke Merkers (9 und 10) und die nun verstaatlichte Lok der WOeE 89 6001I kamen auf die Strecke. Um 1955 gibt es Belege für die pr. P 8, pr. G 8.1, pr. G 8.2, pr. G 12, pr. T 14.1, pr. T 16.1 und im Eilzugdienst fuhr die pr. T 18. Die letzten Personenzüge um 1968 fuhren Lokomotiven der Baureihen pr. P 8 und pr. G 8.2.
Im Güterzugdienst wurden auch erste Diesellokomotiven der Baureihe V 60 eingesetzt. Den Abbauzug zog 106 631, die noch in den 1990er Jahren in Vacha stationiert war. Zumindest einmal kam eine V 100 in den Bahnhof Bad Liebenstein. Auch war in Immelborn am Gleis 3O um 1940 eine Kleinlok (Kö) beheimatet. Der Streckeneinsatz war möglich, scheiterte sicher meist am fehlenden Treibstoff.
2007 erhielt der Anschluss des Kieswerks Bekanntheit durch den Einsatz der letzten deutschen V 200 für den Kieszug Immelborn–Eisenach(–Berlin).

## Unfälle
Es ist nur ein schwerwiegender Unfall aus der Anfangszeit überliefert: Am 8. Februar 1890, „als sich eine Mannsperson, bei dem Orte Barchfeld, freiwillig von einem Zuge überfahren ließ. Die Person fand sofortigen Tod.“
In den letzten Betriebsjahren häuften sich auf Grund des schlechten Oberbauzustandes die Entgleisungen, so am 9., 10. und 13. November 1969 als innerhalb kurzer Zeit drei Mal der Hilfszug zum Einsatz kam.

## Sonstiges
Der Bahnhof Steinbach hieß bis 1950 Steinbach (Kr Meiningen), dann Steinbach (Kr Bad Salzungen). Zur gleichen Zeit kam es zur Umbenennung des Bahnhofes Bad Liebenstein-Schweina in Bad Liebenstein, der bis 1924 nur Liebenstein-Schweina hieß, obwohl das „Bad“ schon 1907 verliehen wurde.
Im Kursbuch wurde die Strecke in der Regel ab Bad Salzungen aufgeführt, wo auch die meisten Züge begannen oder endeten. Weiterhin gab es dort zeitweise einen Hinweis: Reisenden aus oder nach Richtung Meiningen ist Umweg über Bad Salzungen ohne Nachzahlung gestattet!
Im November 2007 wurden bei Bauarbeiten am Ortsausgang von Bad Liebenstein in Richtung Steinbach am ehemaligen Bahnübergang Gleisreste sichtbar. Dies ist darauf zurückzuführen, dass beim Rückbau der Strecke die Gleisjoche an Straßenübergangen oft liegenblieben und nur überteert wurden.

## Bildergalerie

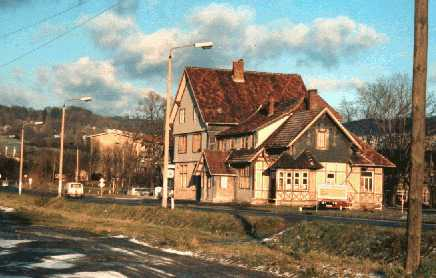
Bahnhof Liebenstein Gleisseite, 1990
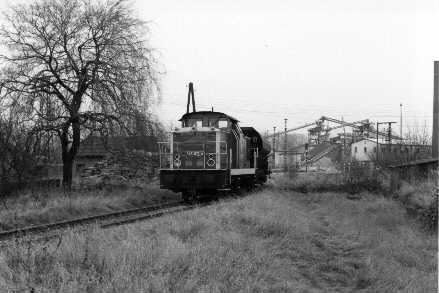
Einfahrt Immelborn mit Blick aufs Kieswerk
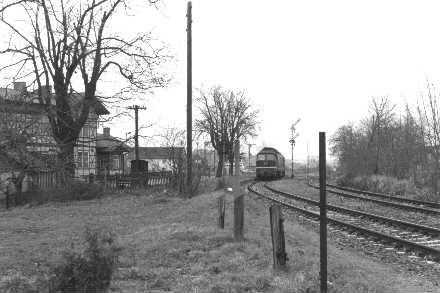
Bahnhof Immelborn Gleise 1 + 2 Ost
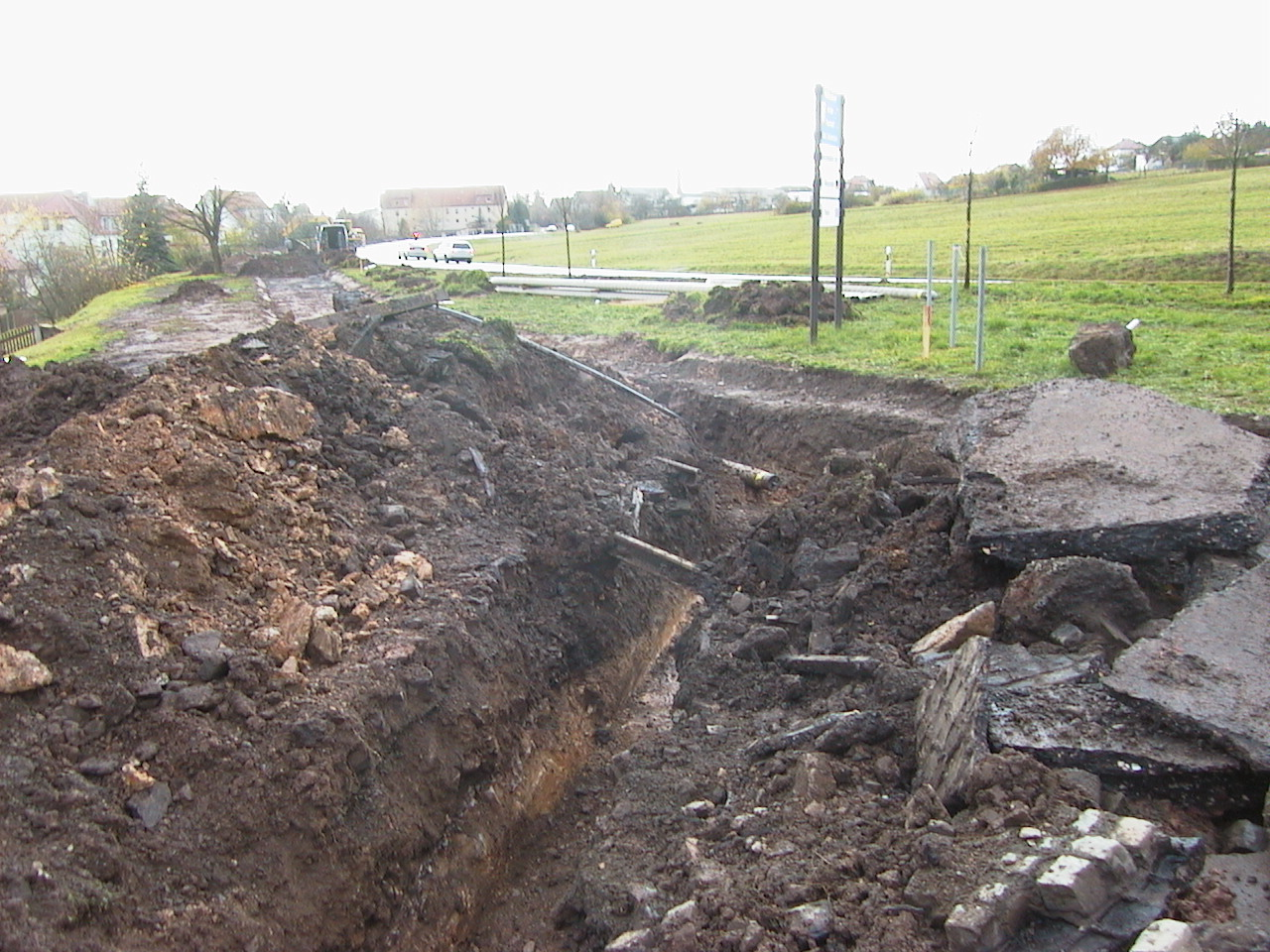
Freigelegte Gleisreste am Ortsausgang Bad Liebenstein
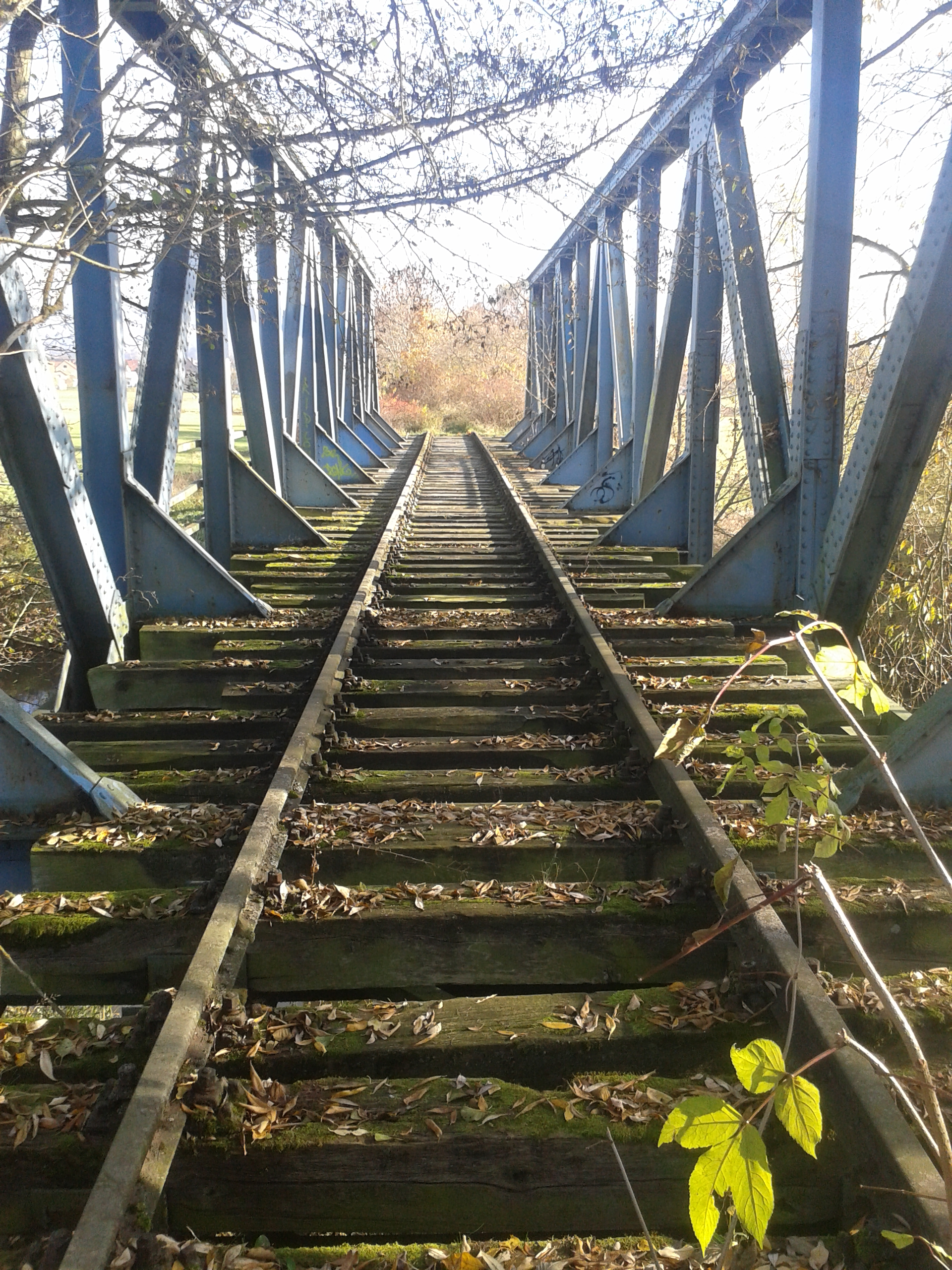
Werrabrücke bei Immelborn
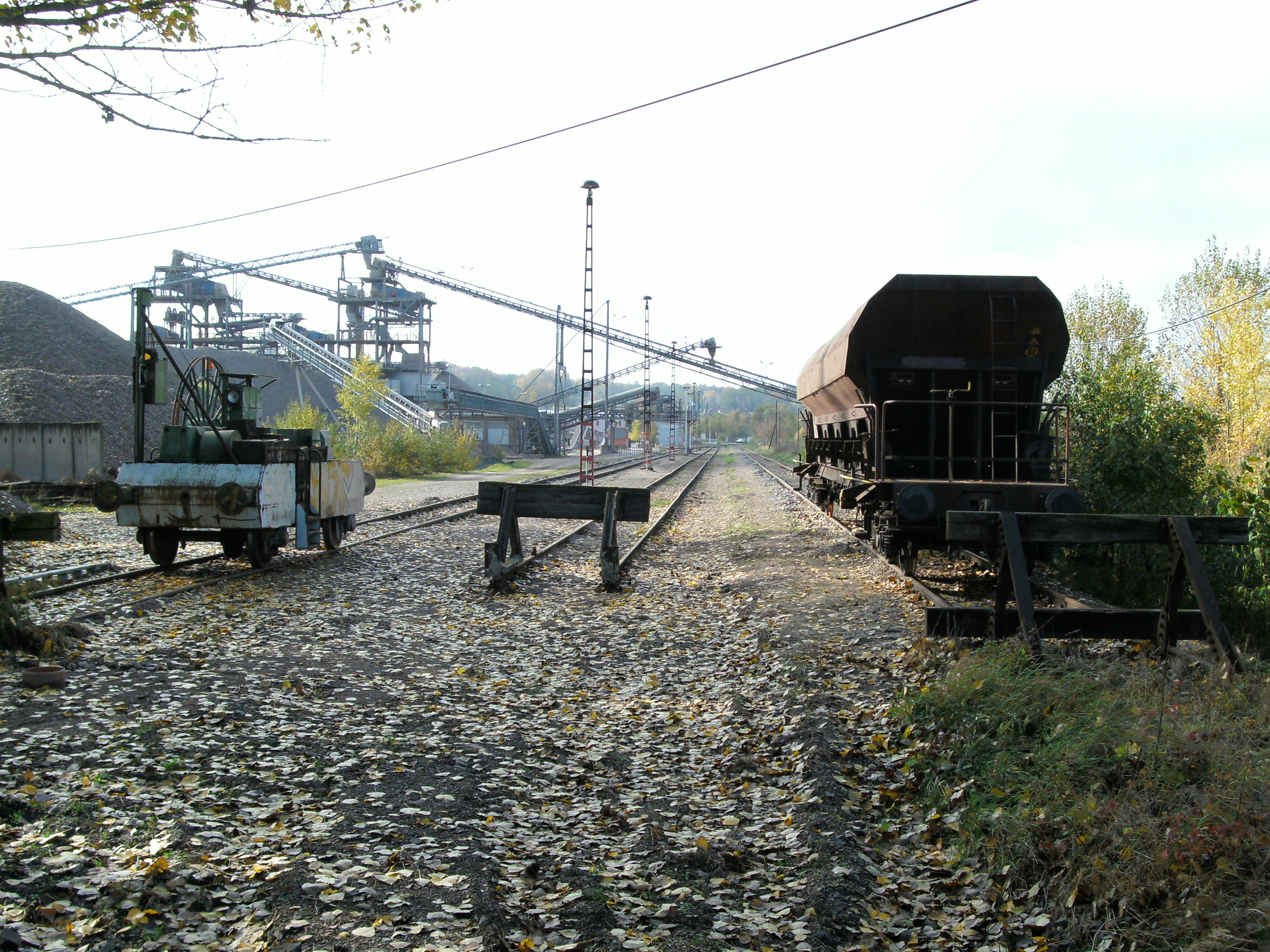
Anschlussgleise des Kieswerks
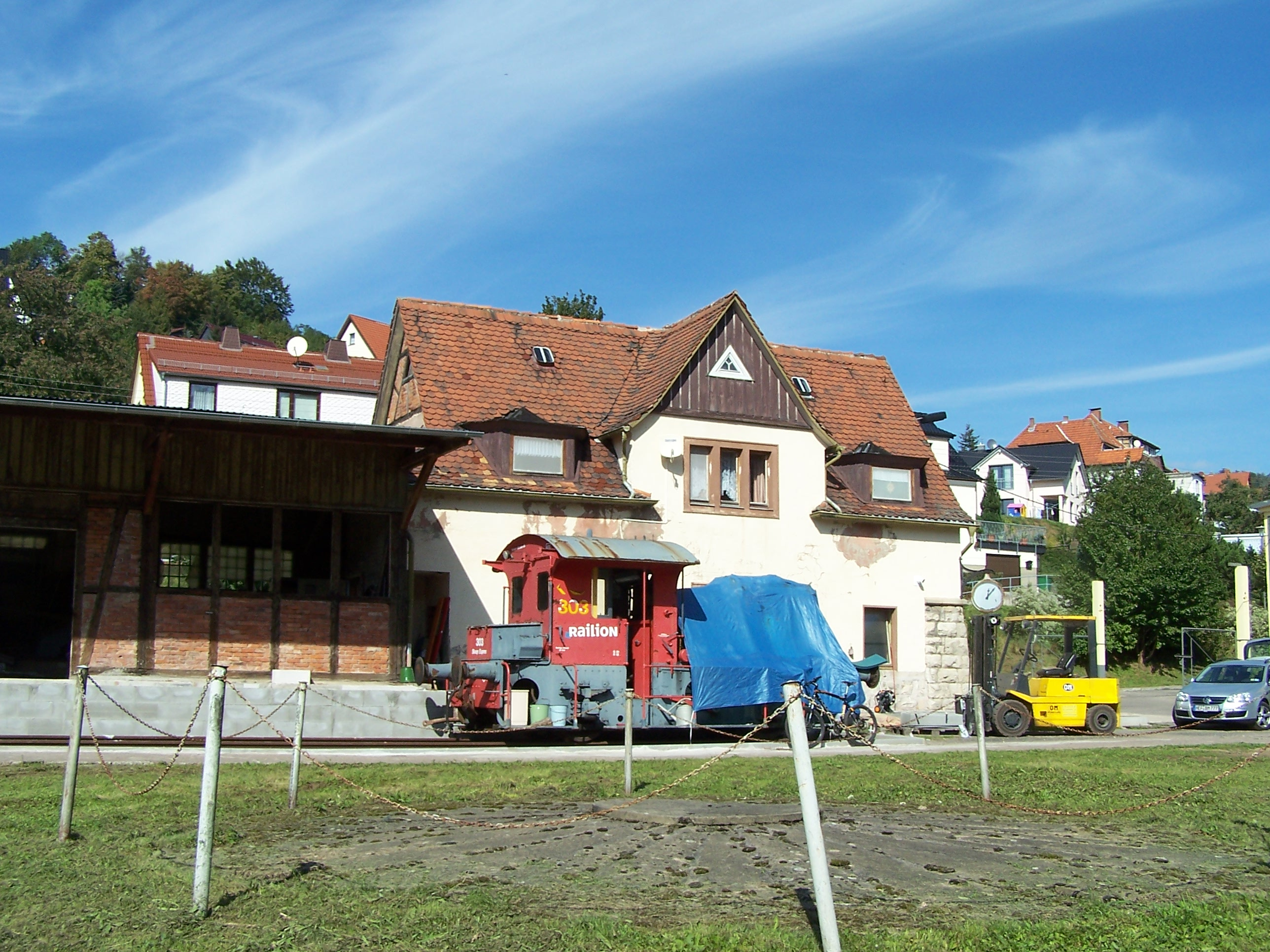
Die Endstation in Steinbach (2011)
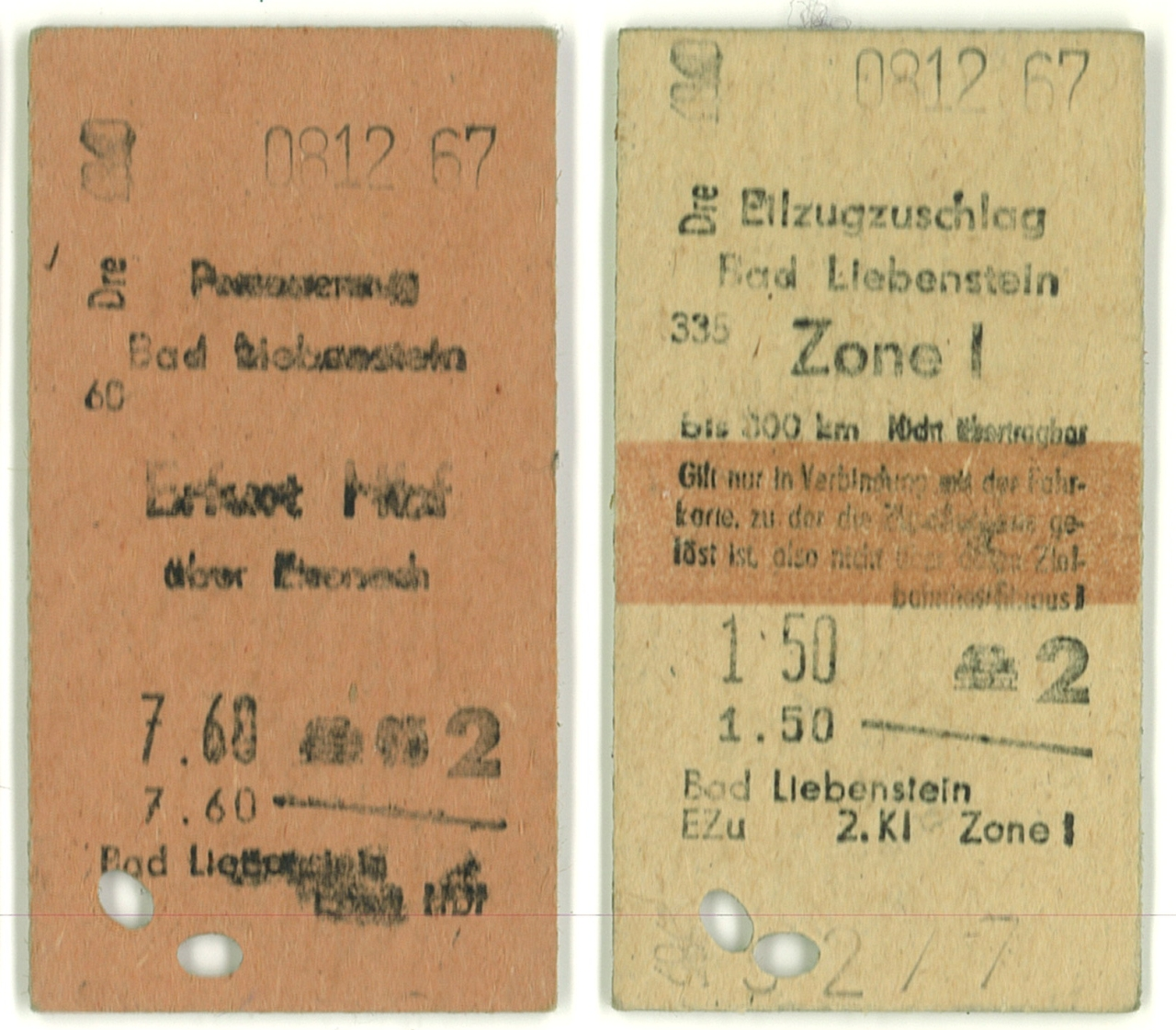
Zugfahrkarte von Bad Liebenstein nach Erfurt (1967)